# Leichtathletik-Europameisterschaften 2002/110 m Hürden der Männer

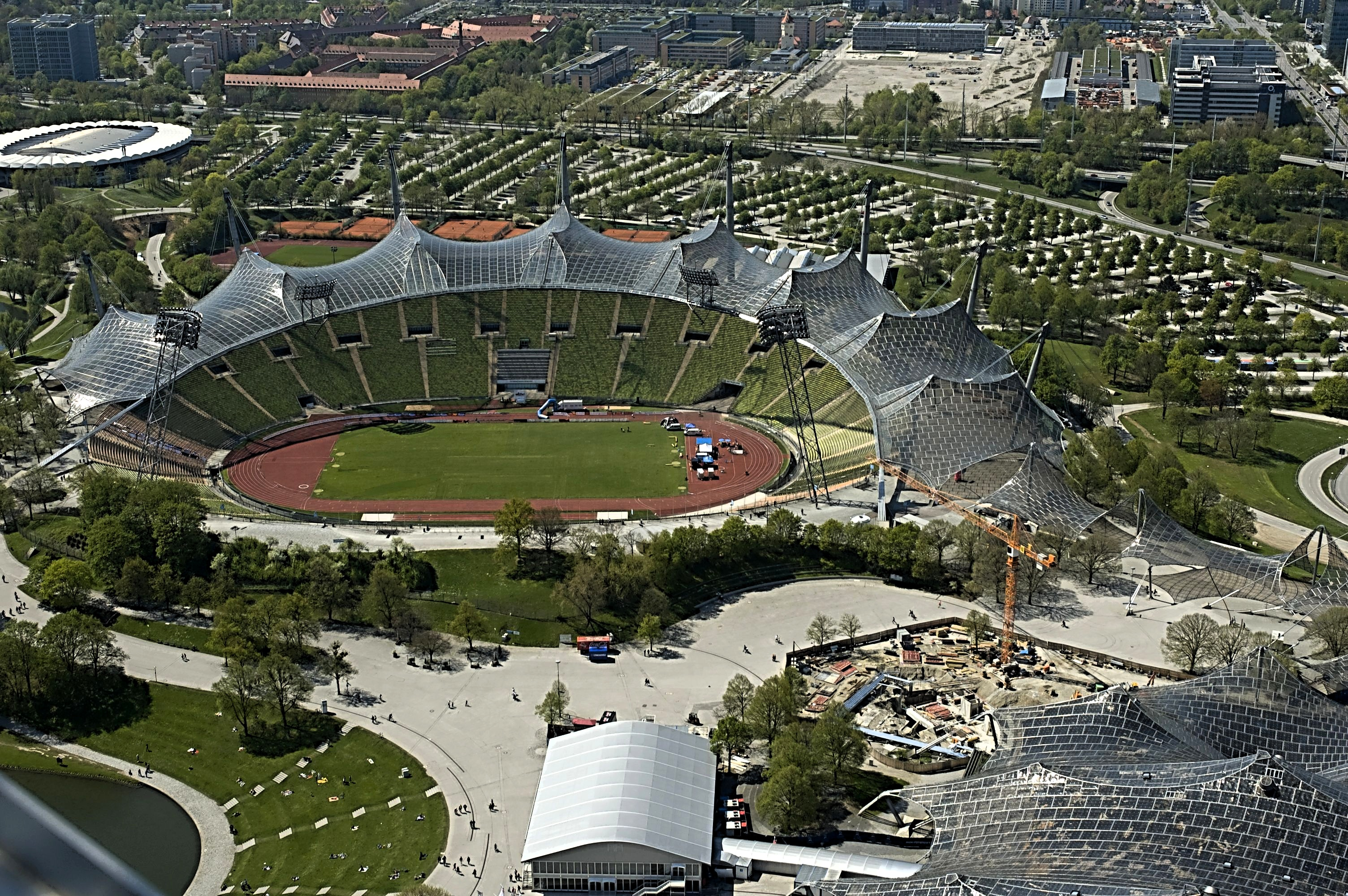
Das Olympiastadion in München von oben im Jahr 2009

Der 110-Meter-Hürdenlauf der Männer bei den Leichtathletik-Europameisterschaften 2002 wurde am 9. und 10. August 2002 im Münchener Olympiastadion ausgetragen.
Der Brite Colin Jackson, unter anderem auch zweifacher Weltmeister (1993/1999) und Olympiazweiter von 1988, wurde zum vierten und letzten Mal Europameister. Er gewann vor dem Letten Staņislavs Olijars. Bronze ging an den Polen Artur Kohutek.

## Bestehende Rekorde
| Weltrekord           | 12,91 s | Colin Jackson | WM Stuttgart, Deutschland | 20. August 1993 |
| Europarekord         | 12,91 s | Colin Jackson | WM Stuttgart, Deutschland | 20. August 1993 |
| Meisterschaftsrekord | 13,02 s | Colin Jackson | EM Budapest, Ungarn       | 22. August 1998 |

Der bestehende EM-Rekord wurde bei diesen Europameisterschaften nicht erreicht. Die schnellste Zeit erzielte der britische Europameister Colin Jackson im Finale mit 13,11 s bei einem Rückenwind von 0,4 m/s, womit er neun Hundertstelsekunden über seinem eigenen Rekord blieb. Zu seinem eigenen Welt- und Europarekord fehlten ihm genau zwei Zehntelsekunden.

## Legende
Kurze Übersicht zur Bedeutung der Symbolik – so üblicherweise auch in sonstigen Veröffentlichungen verwendet:
| DNF | Wettkampf nicht beendet (did not finish) |
| DSQ | disqualifiziert                          |

## Vorrunde
9. August 2002
Die Vorrunde wurde in fünf Läufen durchgeführt. Die ersten beiden Athleten pro Lauf – hellblau unterlegt – sowie die darüber hinaus sechs zeitschnellsten Läufer – hellgrün unterlegt – qualifizierten sich für das Halbfinale.

### Vorlauf 1
Wind: −0,9 m/s
| Platz | Name                | Nation         | Zeit (s) |
| ----- | ------------------- | -------------- | -------- |
| 1     | Colin Jackson       | Großbritannien | 13,41    |
| 2     | Florian Schwarthoff | Deutschland    | 13,53    |
| 3     | Emiliano Pizzoli    | Italien        | 13,83    |
| 4     | Felipe Vivancos     | Spanien        | 13,84    |
| 5     | Jonathan N’Senga    | Belgien        | 13,88    |
| 6     | Zoran Miljuš        | Kroatien       | 13,99    |
| 7     | Luís Sá             | Portugal       | 14,16    |

### Vorlauf 2
Wind: +0,5 m/s
| Platz | Name              | Nation         | Zeit (s) |
| ----- | ----------------- | -------------- | -------- |
| 1     | Artur Kohutek     | Polen          | 13,49    |
| 2     | Mike Fenner       | Deutschland    | 13,57    |
| 3     | Matti Niemi       | Finnland       | 13,89    |
| 4     | Damien Greaves    | Großbritannien | 13,90    |
| 5     | Dimítrios Piétris | Griechenland   | 13,92    |
| 6     | Jurica Grabušić   | Kroatien       | 14,04    |
| DNF   | David Ilariani    | Georgien       |          |

### Vorlauf 3
Wind: +2,0 m/s
| Platz | Name              | Nation      | Zeit (s) |
| ----- | ----------------- | ----------- | -------- |
| 1     | Andrea Giaconi    | Italien     | 13,55    |
| 2     | Cédric Lavanne    | Frankreich  | 13,58    |
| 3     | Ivan Bitzi        | Schweiz     | 13,72    |
| 4     | Gregory Sedoc     | Niederlande | 13,82    |
| 5     | Leonard Hudec     | Österreich  | 13,85    |
| 6     | Jan Schindzielorz | Deutschland | 13,93    |
| 7     | Elton Bitincka    | Albanien    | 14,95    |

### Vorlauf 4

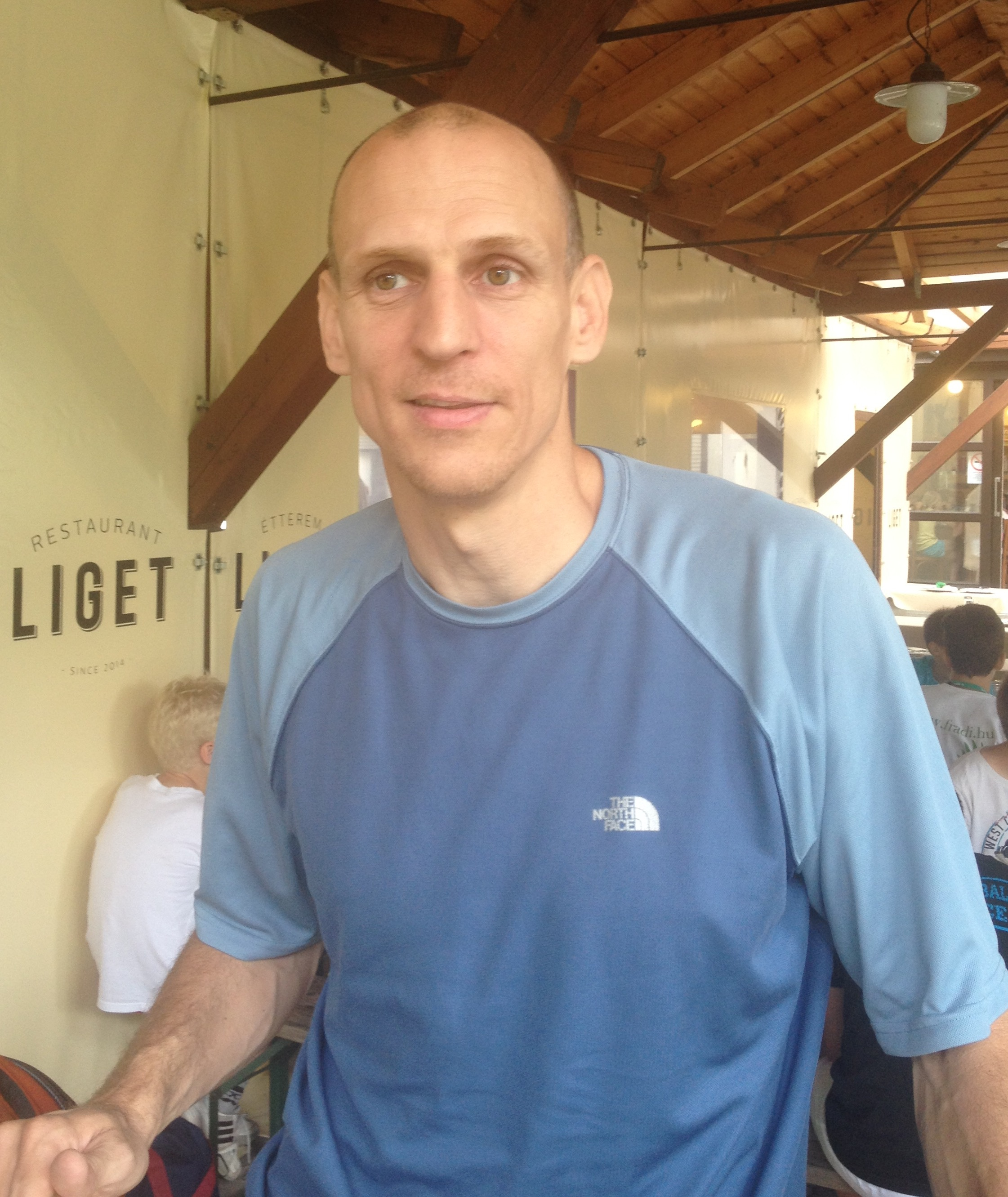
Levente Csillag verfehlte die Halbfinalteilnahme um einen Rang

Wind: −0,1 m/s
| Platz | Name               | Nation         | Zeit (s) |
| ----- | ------------------ | -------------- | -------- |
| 1     | Staņislavs Olijars | Lettland       | 13,50    |
| 2     | Tony Jarrett       | Großbritannien | 13,63    |
| 3     | Levente Csillag    | Ungarn         | 13,88    |
| 4     | Marko Ritola       | Finnland       | 13,90    |
| 5     | Peter Coghlan      | Irland         | 13,96    |
| 6     | Nenad Loncar       | BR Jugoslawien | 14,19    |
| DNF   | Philip Nossmy      | Schweden       |          |

### Vorlauf 5
Wind: ±0,0 m/s
| Platz | Name               | Nation     | Zeit (s) |
| ----- | ------------------ | ---------- | -------- |
| 1     | Schiwko Widenow    | Bulgarien  | 13,52    |
| 2     | Elmar Lichtenegger | Österreich | 13,53    |
| 3     | Denis Favaro       | Italien    | 13,65    |
| 4     | Robert Kronberg    | Schweden   | 13,66    |
| 5     | Andrei Kislych     | Russland   | 13,76    |
| 6     | Ladislav Burdel    | Tschechien | 14,04    |

## Halbfinale
10. August 2002
Aus den beiden Halbfinalläufen qualifizierten sich die jeweils ersten vier Athleten – hellblau unterlegt – für das Finale.

### Lauf 1

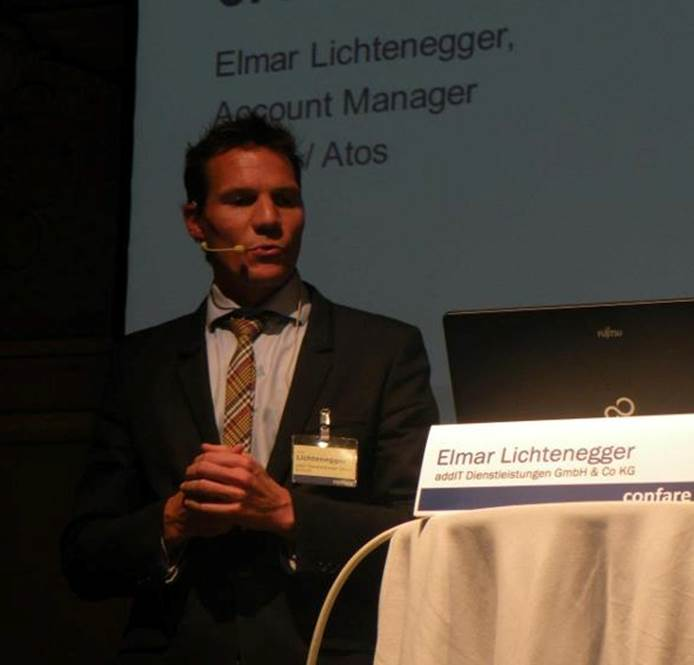
Elmar Lichteneggers fünfter Rang im ersten Halbfinalrennen reichte nicht ganz für eine Finalteilnahme
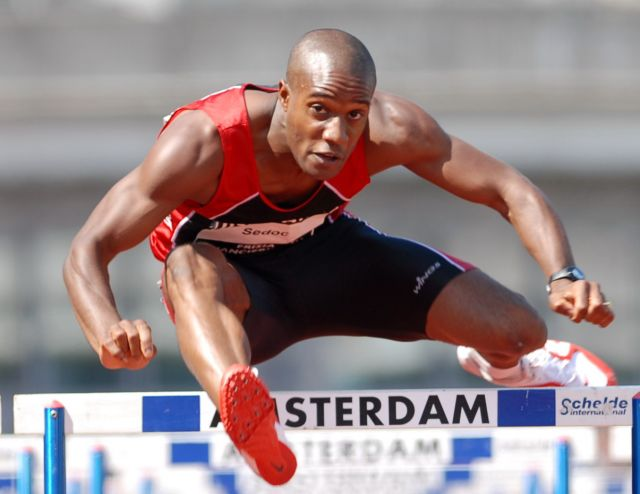
Gregory Sedoc erreichte im Halbfinale nicht das Ziel

Wind: −0,5 m/s
| Platz | Name                | Nation         | Zeit (s) |
| ----- | ------------------- | -------------- | -------- |
| 1     | Staņislavs Olijars  | Lettland       | 13,44    |
| 2     | Artur Kohutek       | Polen          | 13,44    |
| 3     | Florian Schwarthoff | Deutschland    | 13,52    |
| 4     | Denis Favaro        | Italien        | 13,66    |
| 5     | Elmar Lichtenegger  | Österreich     | 13,70    |
| 6     | Andrei Kislych      | Russland       | 13,89    |
| DNF   | Gregory Sedoc       | Niederlande    |          |
| DSQ   | Tony Jarrett        | Großbritannien |          |

### Lauf 2

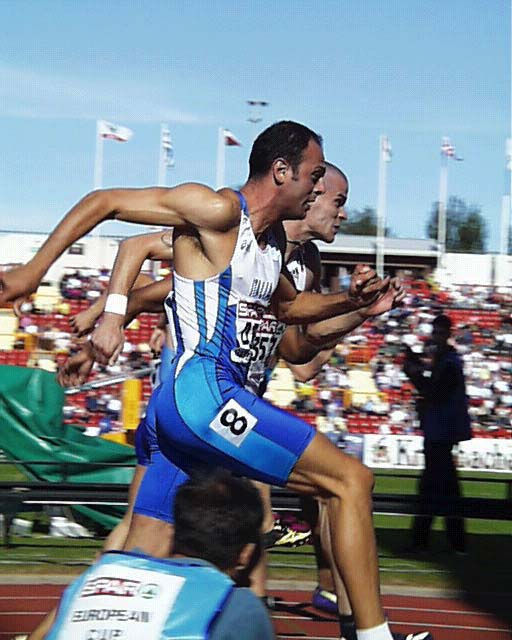
Emiliano Pizzoli fehlten sechs Hundertstelsekunden, um im Finale dabei zu sein
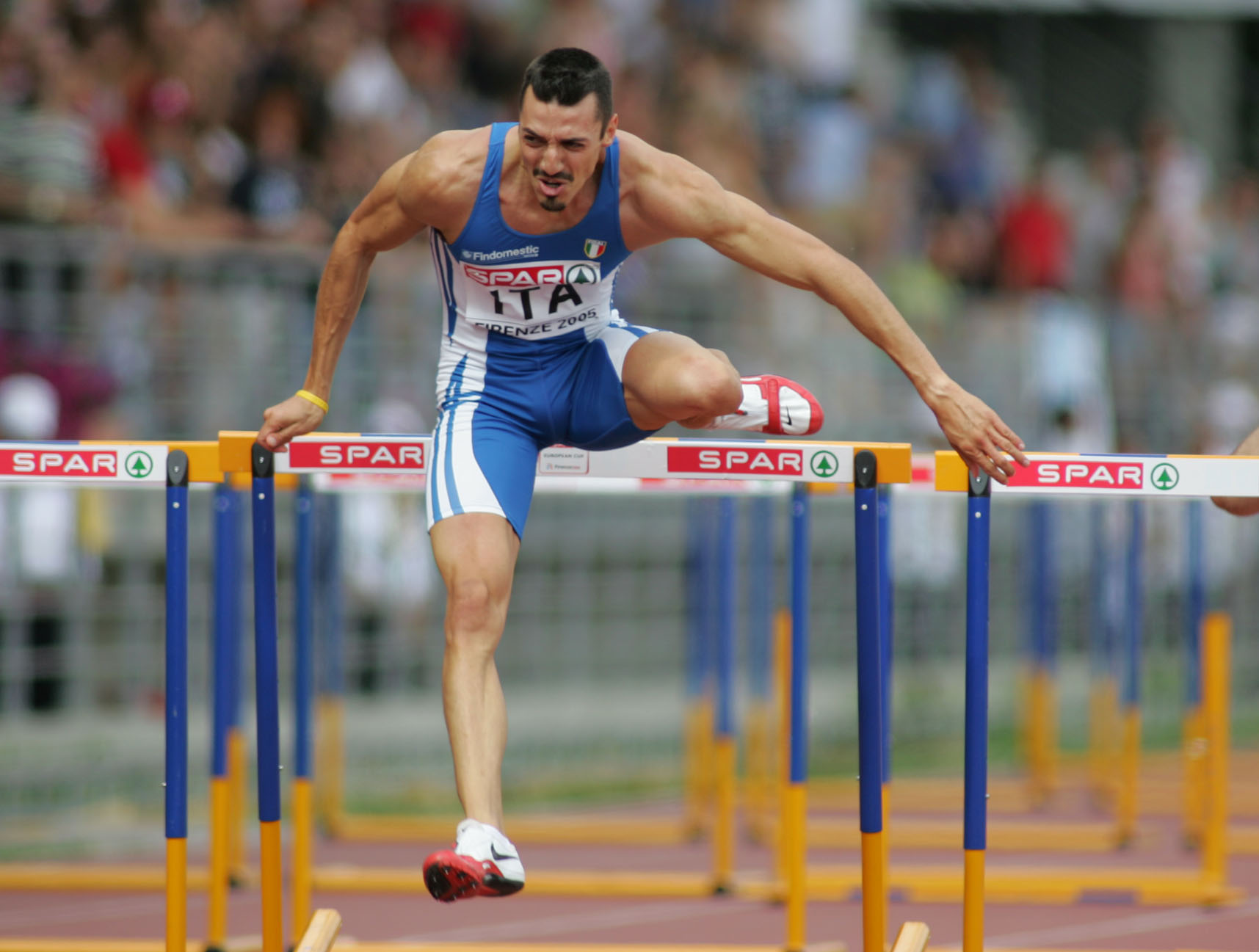
Als Achter war Andrea Giaconi im Halbfinale chancenlos und schied aus

Wind: +0,8 m/s
| Platz | Name             | Nation         | Zeit (s) |
| ----- | ---------------- | -------------- | -------- |
| 1     | Colin Jackson    | Großbritannien | 13,21    |
| 2     | Mike Fenner      | Deutschland    | 13,44    |
| 3     | Schiwko Widenow  | Bulgarien      | 13,45    |
| 4     | Robert Kronberg  | Schweden       | 13,53    |
| 5     | Emiliano Pizzoli | Italien        | 13,59    |
| 6     | Cédric Lavanne   | Frankreich     | 13,68    |
| 7     | Ivan Bitzi       | Schweiz        | 13,76    |
| 8     | Andrea Giaconi   | Italien        | 13,81    |

## Finale

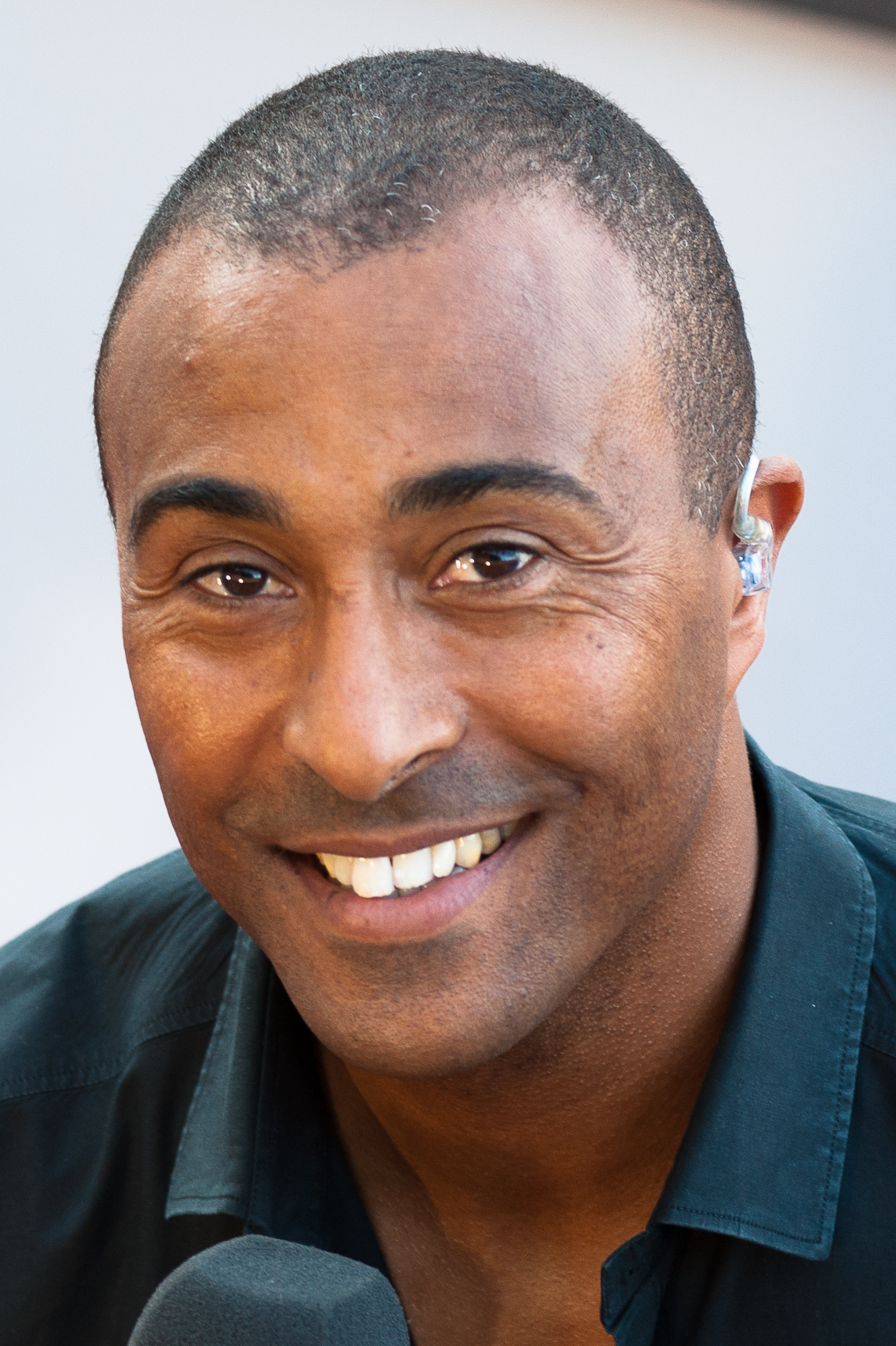
Zum vierten Mal Europameister: Colin Jackson. zuvor unter anderem auch zweifacher Weltmeister (1993/1999) und 1988 Olympiazweiter

10. August 2002
Wind: +0,4 m/s
| Platz | Name                | Nation         | Zeit (s) |
| ----- | ------------------- | -------------- | -------- |
| 1     | Colin Jackson       | Großbritannien | 13,11    |
| 2     | Staņislavs Olijars  | Lettland       | 13,22    |
| 3     | Artur Kohutek       | Polen          | 13,33    |
| 4     | Florian Schwarthoff | Deutschland    | 13,37    |
| 5     | Mike Fenner         | Deutschland    | 13,39    |
| 6     | Denis Favaro        | Italien        | 13,59    |
| 7     | Robert Kronberg     | Schweden       | 13,63    |
| 8     | Schiwko Widenow     | Bulgarien      | 13,67    |

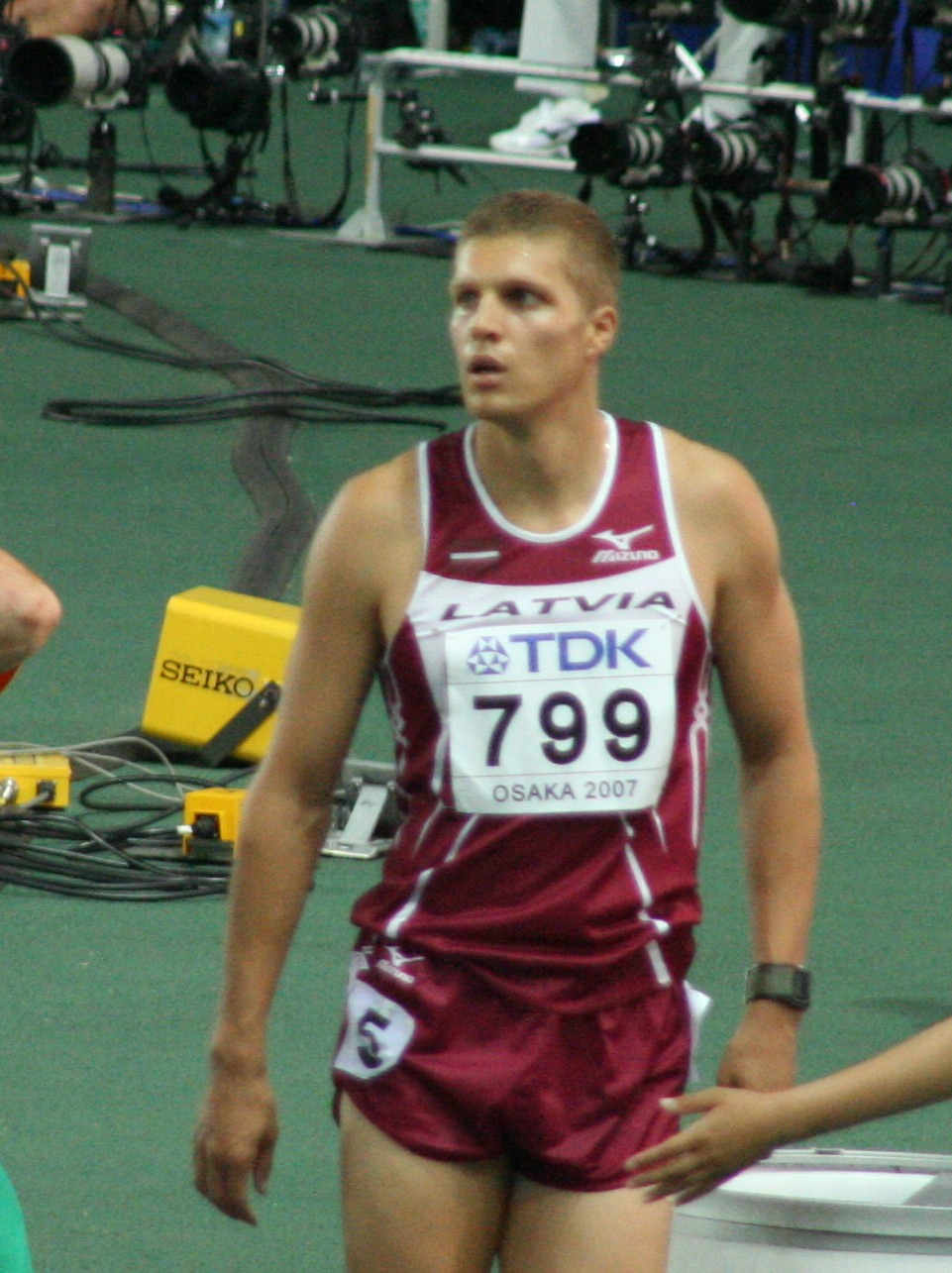
Vizeeuropameister Staņislavs Olijars
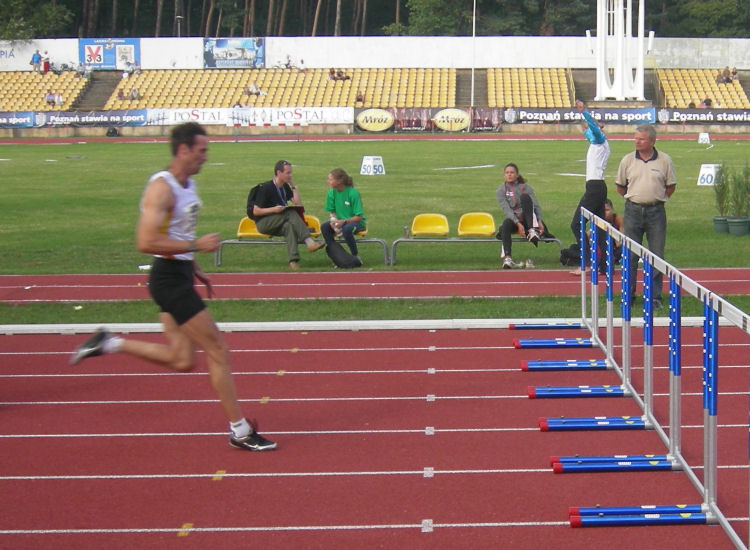
Bronzemedaillengewinner Artur Kohutek
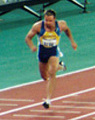
Robert Kronberg belegte Rang sieben

## Videolinks
- Colin Jackson's FOURTH European Title, youtube.com, abgerufen am 19. Januar 2023
- Colin Jackson:.4XEuropean Champion(1990-2002) 110m.hurdles, youtube.com, abgerufen am 19. Januar 2023